# Меліхов Георгій Степанович
Гео́ргій Степа́нович Ме́ліхов (11 (24) травня 1908, Харків — 22 квітня 1985, Київ) — український живописець, заслужений художник УРСР — 1951, 1967 — народний художник УРСР, лауреат Державної премії СРСР — за своє перше полотно історичного спрямування — «Молодий Тарас Шевченко в майстерні К. П. Брюллова» (1947), член Союзу художників СРСР, 1979 — член-кореспондент Академії мистецтв СРСР.

## Життєпис
Першим учителем вважав Митрофана Федорова. 1933 року вступив до Харківського художнього інституту, після закриття закладу (1934) вступив до Київського художнього інституту, який закінчив 1941 року. В часі навчання педагогами були Павло Волокидін, Сергій Григор'єв, Костянтин Єлева, Федір Кричевський, Семен Прохоров, Михайло Шаронов.
Учасник Другої світової війни. Кавалер ордена Трудового Червоного Прапора, кавалер ордена Вітчизняної війни, нагороджений медаллю «За перемогу над Німеччиною у Великій Вітчизняній війні 1941—1945 р.р.», «За бойові заслуги», «За визволення Варшави», «За взяття Берліна», Почесною грамотою Президії ВР УРСР.
У всесоюзних виставках брав участь з 1939 року, республіканських — з 1945, закордонних — з 1956-го.

Меморіальна дошка Георгію Меліхову на будинку по вул. Богдана Хмельницького, 27/1 в Києві, де він працював в 1949—1989 рр. Скульптор Олександр Скобліков. Відкрита 1994 року

В 1945—1961 роках викладав у Київському художньому інституті, 1948, 1960 — на посаді професора. В 1956—1960 роках — секретар Правління Спілки художників СРСР.
Тема Другої світової війни стала для Меліхова втіленням його власних переживань тих суворих подій. У картині «Весна 1945 року» (1960) Меліхов зумів використати натурний фронтовий малюнок, досягнувши при цьому високого узагальнення й глибини ліричних почуттів, що контрастують з суворою дійсністю. Саме контрасти в зображенні стануть основою усіх картин Меліхова, присвячених темі війни. Як вважає Ігор Шаров, одне з найкращих полотен митця — «На рідній Україні» (1965). Полотно наповнене почуттям щирості й оптимізму. Вражає прекрасне волого-синє небо, вкрите літніми хмаринками, висота якого підкреслює піднесений настрій картини. Незважаючи на сліди жорстоких боїв, зображені на картині руїни, вона сповнена надій на щастя, що відбилися на обличчі молоденького солдата, який дивиться на небо.
З 1979 — член-кореспондент Академії мистецтв СРСР.
Малював пейзажі («Музичний ранок») та портрети.
У Києві на фасаді будинку по вулиці Богдана Хмельницького, 27, де він проживав в 1949—1989 рр., у 1994 році встановлено меморіальну дошку. Виготовлена у вигляді бронзового барельєфа по проєкту скульптора Олександра Скоблікова.
Помер 22 квітня 1985 року. Похований на Байковому кладовищі. Могила поросла травою, висічений портрет митця та половина літер відірвалися від надгробку.

### Астрономія в житті Георгія Меліхова
З підліткового віку захоплювався астрономією. З 1920-х років і до середини 1930-х відвідував астрономічний гурток під керівництвом Миколи Барабашова при Всеукраїнському соціальному музеї імені Артема (на території Покровського монастиря в Харкові).
Був членом Французького астрономічного товариства, листувався з багатьма відомими астрономами свого часу, мав низку публікацій у радянських і закордонних наукових журналах.
За матеріалами обсерваторних спостережень робив замальовки зоряного неба, малюнки світил і небесних тіл (зокрема, детальне зображення поверхні Марса).
Є автором щоденника (опубліковано записи з 1920-х по 1941 рік), у якому відображено гармонійне поєднання роботи астронома-аматора і художника, містяться цікаві судження про тогочасні суспільні події.
Усе життя збирав книжки з астрономічної тематики, частина з яких нині перебуває в зібранні київського дослідника історії космонавтики й колекціонера Юрія Шевели.

## Картини
- «Молодий Тарас Шевченко в майстерні К. П. Брюллова», 1947,
- «О. М. Горький в Україні», 1957,
- «Весна 1945 року», 1960,
- «Т. Шевченко і Айра Олдрідж», 1963,
- «Григорій Сковорода», 1965,
- «На рідній Україні», 1965,
- «Делегати 1-го з'їзду КП (б)України в Москві», 1969,
- «Портрет М. Стельмаха», 1977,
- «Музичний ранок», 1981,
- «Автопортрет», 1983
- «Т. Г. Шевченко і І. М. Сошенко у художника К. П. Брюллова»,
- «Повернення»,
- Ілюстрація до роману С. Злобіна «Степан Разін»,
- «Цахкадзорські руїни»,
- «Селянка з Бюрокана»,
- «Печерний дворик в Зангезурі».